# Marienhof (Bestensee)
Marienhof ist ein Wohnplatz der amtsfreien Gemeinde Bestensee im Landkreis Dahme-Spreewald in Brandenburg.

## Lage
Marienhof liegt westlich des Gemeindezentrums. Westlich führt die Bundesautobahn 13 in Nord-Süd-Richtung an der Gemarkung vorbei; südlich die Bundesstraße 246 in West-Ost-Richtung. Von ihr zweigt die Straße Marienhof an zwei Stellen in nördlicher Richtung ab und erschließt ringförmig den Wohnplatz.

## Geschichte
Der Wohnplatz erschien erstmals bereits in seiner aktuellen Schreibweise im Jahr 1838 in einem Amtsblatt der Regierung Potsdam. Er gehörte zu dieser Zeit zur Herrschaft Königs Wusterhausen, die es als Vorwerk auf der Feldmark Krummensee neu errichtet und dem Erbpächter Sieburg zu Schenkendorf gehörig überlassen hatte. 1840 erschien es erneut als Vorwerk zu Krummensee gehörig, in dem 1858 insgesamt 25 Personen lebten. 1860 bestand der Wohnplatz aus einem Wohnhaus sowie drei Wirtschaftsgebäuden. 1925 war die Anzahl der Personen auf mittlerweile 68 angewachsen. 1928 wurde die 239 Hektar große Fläche im Zuge der Gutsreform aus dem Gutsbezirk Schenkendorf herausgelöst und mit der Gemeinde Krummensee vereinigt. Dort wurde es in den Jahren 1932 und 1957 als Wohnplatz geführt und 1964 zu einem Ortsteil aufgewertet. Im Zuge einer Gebietsreform wurde es 1965 zur Gemeinde Bestensee zugeordnet, während Krummensee ein Ortsteil von Schenkendorf wurde.
Im 21. Jahrhundert befinden sich auf dem Wohnplatz eine Pferdepension sowie Unterkünfte für Touristen.